# Filippo Ganna
Filippo Ganna (* 25. Juli 1996 in Verbania) ist ein italienischer Radsportler, der auf Straße und Bahn aktiv ist. Mit sechs Weltmeistertiteln ist er der amtierende Rekordweltmeister in der Einerverfolgung. Weiters wurde er mit der italienischen Nationalmannschaft Olympiasieger und Weltmeister in der Mannschaftsverfolgung. Auf der Straße wurde er in den Jahren 2020 und 2021 Zeitfahrweltmeister. Weiter stellte er im Jahr 2022 mit 56,792 Kilometern den aktuellen Stundenweltrekord auf.

## Sportlicher Werdegang

### Frühe Jahre
Filippo Ganna wuchs als Sohn des olympischen Kanuten Marco Ganna in Verbania im Norden Italiens auf. Aufgrund seiner Körpergröße spielte er in jungen Jahren Basketball und Volleyball, ehe er im Jahr 2009 mit 14 Jahren dem Radverein Pedale Ossolano beitrat. Für diesen bestritt er die Nachwuchsklassen der Esordienti und Allievi, wobei er bis ins Jahr 25 Siege feierte. Im Jahr 2012 wurde er zudem italienischer Jugend-Meister im Einzelzeitfahren.
Im Jahr 2013 stieg Filippo Ganna in die Klasse der Junioren auf und wurde von Marco Della Vedova zum Castanese-Verbania Team geholt. Er gewann in seiner ersten Saison fünf Einzelzeitfahren und errang in dieser Disziplin die Bronzemedaille bei den italienischen Junioren-Meisterschaften. Weiters ging er bei den Weltmeisterschaften in Florenz an den Start, wo er den 32. Platz im Einzelzeitfahren der Junioren belegte. In seinem zweiten Jahr als Junior ging er für den Club GS Aspiratori Otelli an den Start und wurde in dieser Altersgruppe italienischer Zeitfahrmeister. Bei den Europameisterschaften und Weltmeisterschaften verpasste er als Vierter jedoch um wenige Sekunden eine Medaille. Seine ersten internationalen Siege als Junior feierte er bei der Trofeo Emilio Paganessi und dem Chrono des Nations der Junioren, das er mit einem Vorsprung von mehr als einer Minute gewann. Neben seinen Erfolgen auf der Straße war Filippo Ganna als Junior auch auf der Bahn unterwegs und trat bei den Europameisterschaften und Weltmeisterschaften an. Im Jahr 2013 wurde der Vierter in der Einerverfolgung (3000 m) der Europameisterschaft, ehe er ein Jahr später als Vierter in der Mannschaftsverfolgung der Weltmeisterschaft erneut eine Medaille verpasste. Dafür sicherte er sich im Jahr 2014 den nationalen Junioren-Titel in der Einerverfolgung.
Mit dem Jahr 2015 erhielt Filippo Ganna als U23-Fahrer einen Vertrag bei der Mannschaft Viris Maserati-Sisal. Nachdem er bei den Bahnradsport-Europameisterschaften keine Medaille geholt hatte, wurde er bei den italienischen Meisterschaften hinter Elia Viviani Vizemeister in der Einerverfolgung der Elite-Klasse. Weiters gewann er als 19-jähriger gemeinsam mit Michele Scartezzini, Alex Buttazzoni, Paolo Simion und Liam Bertazzo den nationalen Titel in der Mannschaftsverfolgung. Auf der Straße gewann Filippo Ganna seinen ersten internationalen Elite-Wettkampf im Zeitfahren des Chrono Champenois, wobei er ab August teilweise als Stagiaire für Lampre-Merida fuhr. Seinen einzigen Renneinsatz für das italienische UCI WorldTeam erhielt er bei Mailand–Turin.

### Erster Weltmeistertitel auf der Bahn

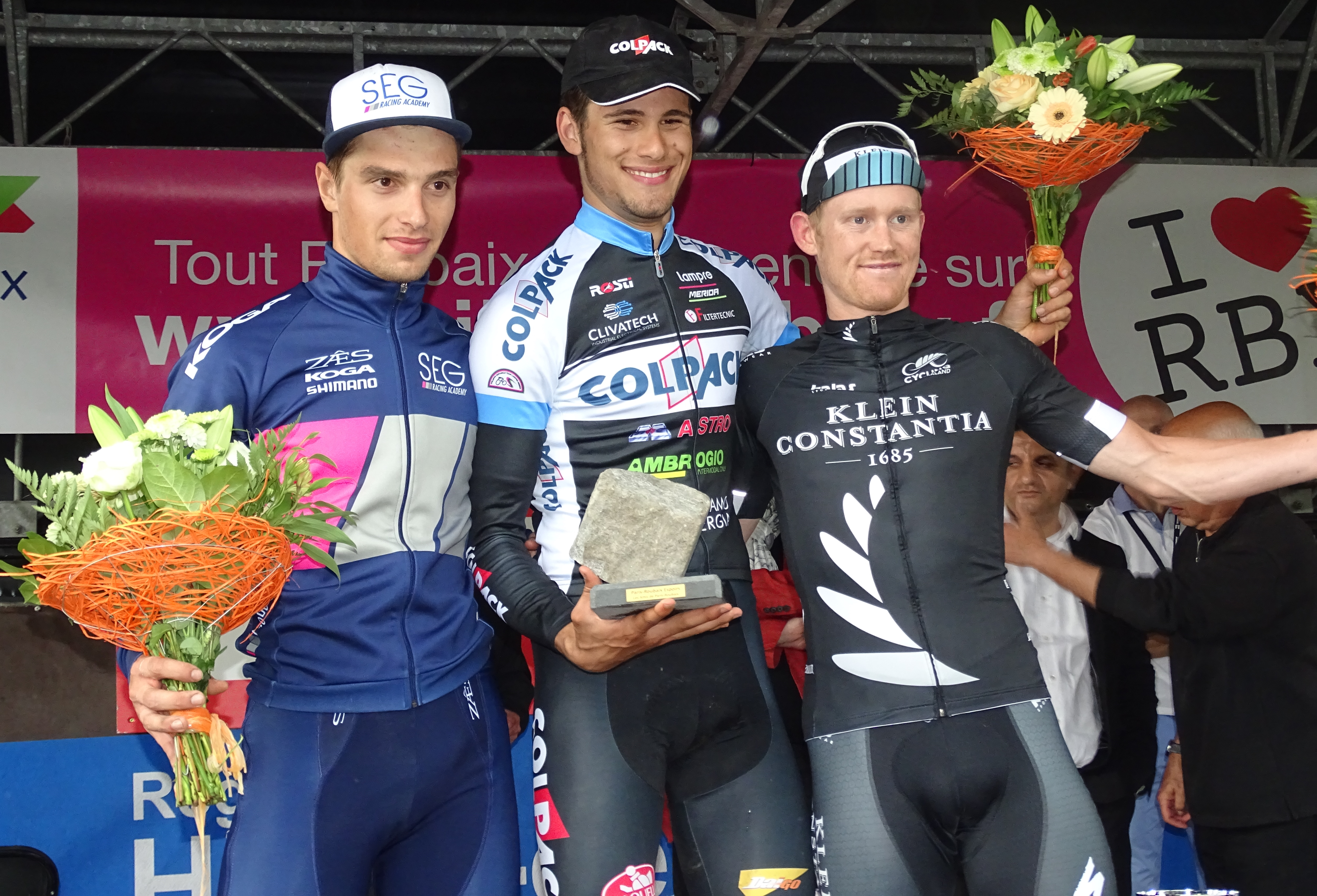
Im Jahr 2016 gewinnt Filippo Ganna Paris–Roubaix Espoirs

Bei den Bahnradsport-Weltmeisterschaften 2016 in London wurde der 19-jährige Ganna Weltmeister in der Einerverfolgung, nachdem er in der Qualifikation mit 4:16,127 Minuten einen neuen italienischen Rekord aufgestellt hatte. Nach diesem überraschenden Erfolg wurde er in italienischen Zeitungen schon als neuer Francesco Moser gefeiert, der 40 Jahre zuvor, im Jahre 1976, der letzte italienische Weltmeister in dieser Disziplin gewesen war. Auf der Straße ging er nun für das Team Colpack an den Start und gewann bereits im Februar den GP Laguna, ehe er sich als Solist bei Paris–Roubaix Espoirs durchsetzte. Nachdem er italienischer U23-Meister im Einzelzeitfahren geworden war, kehrte er bei den U23-Bahnradsport-Europameisterschaften auf die Bahn zurück um sich auf die Olympischen Spiele vorzubereiten. Er sicherte sich den Titel in der Einerverfolgung und holte mit seinen Teamkollegen die Silbermedaille in der Mannschaftsverfolgung, ehe er auch die Einerverfolgung bei den Sechs Tagen von Fiorenzuola gewann. Bei den Olympischen Spielen von Rio de Janeiro ging er im August gemeinsam mit Simone Consonni, Michele Scartezzini und Francesco Lamon in der Mannschaftsverfolgung an den Start, wobei der italienische Vierer den sechsten Platz belegte. Am Ende der Saison ging Filippo Ganna auch bei den Bahnradsport-Europameisterschaften an den Start, wo er in der Einerverfolgung und Mannschaftsverfolgung die Silbermedaille holte.

### Profi-Vertrag beim UAE Team Emirates

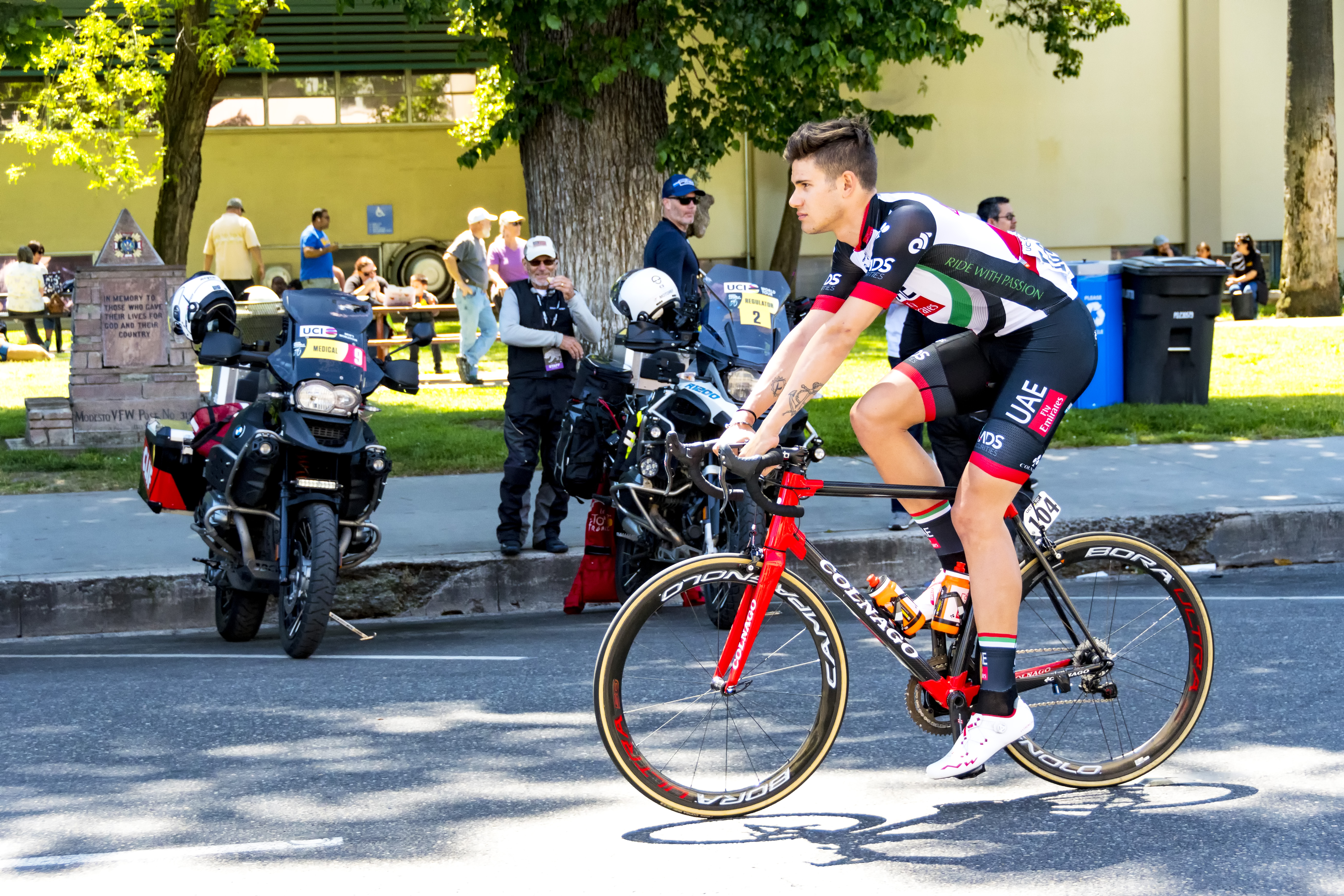
Filippo Ganna wechselt im Jahr 2017 zum UAE Team Emirates

Nachdem er bereits im Jahr 2015 als Stagiaire für die Vorgänger-Mannschaft Lampre-Merida gefahren war, erhielt Filippo Ganna im Alter von 20 Jahren einen Vertrag beim UCI WorldTeam UAE Team Emirates. Zu Beginn der Saison bestritt er mehrere Straßenrennen und musste Gent–Wevelgem nach einem Sturz aufgeben. Nach seiner Genesung ging er zwei Wochen später bei den Bahnradsport-Weltmeisterschaften in Hongkong an den Start und errang gemeinsam mit Simone Consonni, Liam Bertazzo und Francesco Lamon die Bronzemedaille in der Mannschaftsverfolgung. In der Einerverfolgung konnte er seinen Titel aus dem Vorjahr nicht verteidigen und musste sich im Finale dem Neuseeländer Jordan Kerby geschlagen geben. Nachdem er in der restlichen Straßen-Saison keine nennenswerten Erfolge erzielen konnte, gewann Filippo Ganna im November mit seinen Teamkollegen bei der Bahnrad-Weltcup-Station von Pruszków die Mannschaftsverfolgung.
Zu Beginn der Saison 2018 wurde Filippo Ganna Gesamtzweiter der Vuelta a San Juan, womit er sich in der Nachwuchswertung des Etappenrennens durchsetzte. Im März ging er erneut bei den Bahnradsport-Weltmeisterschaften an den Start, wo er zum zweiten Mal Weltmeister in der Einerverfolgung wurde. Bereits tags zuvor hatte er mit seinen Teamkollegen die Bronzemedaille in der Mannschaftsverfolgung gewonnen. Nachdem er auf der Straße erneut nicht überzeugen konnte, zeigte er im Oktober mit einem zweiten Platz bei den italienischen Zeitfahrmeisterschaften auf, wobei er sich nur um zwei Sekunden dem zwei Jahre älteren Gianni Moscon geschlagen geben musste.

### Wechsel zum Team Sky und Weltrekorde in der Einerverfolgung

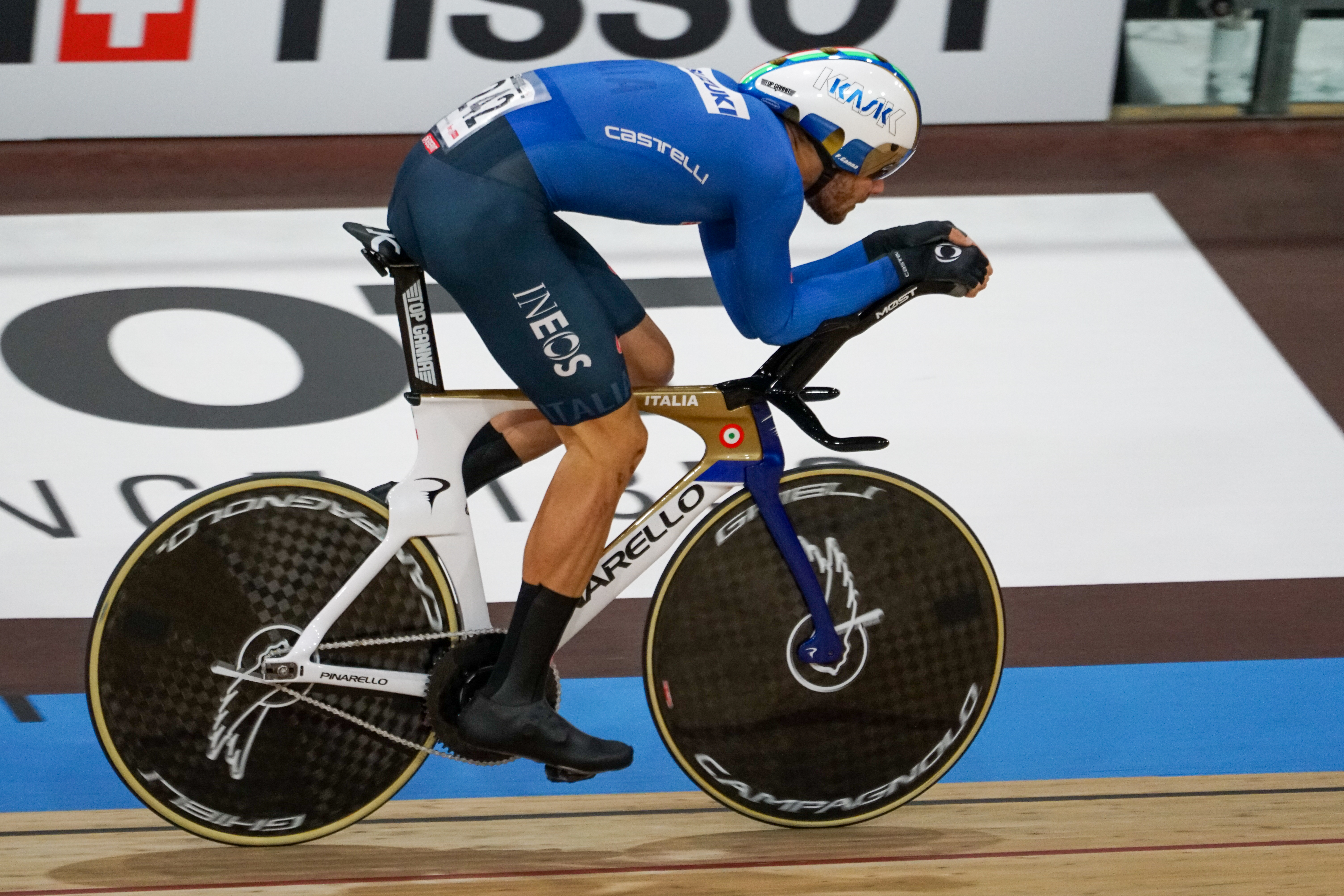
In Berlin stellt Filippo Ganna bei den Bahnradsport-Weltmeisterschaften mit 4:01,934 min einen neuen Rekord in der Einerverfolgung auf

Im Jahr 2019 wechselte Filippo Ganna im Alter von 22 Jahren zum Team Sky (später Ineos Grenadiers), das in den Jahren zuvor sieben der acht Tour-de-France-Sieger gestellt hatte und als tonangebende Kraft im Fahrerfeld galt. In Vorbereitung auf die Bahnradsport-Weltmeisterschaften ging Ganna jedoch zu Beginn des Jahres beim Bahnrad-Weltcup in Hongkong an den Start, wo er mit seinen Teamkollegen die Mannschaftsverfolgung gewann. Im Anschluss feierte er auf der Straße seinen ersten Sieg als Profi, als er im Trikot des Team Sky das Auftaktzeitfahren der Tour de La Provence gewann. Im März folgte sein dritter Weltmeistertitel in der Einerverfolgung, ehe er sich für den Großteil der Saison auf den Straßenradsport konzentrierte. Im Juni wurde er erstmals italienischer Zeitfahrmeister, wobei er sich nur um 52 Hundertstelsekunden vor Alberto Bettiol durchsetzte, der in jenem Jahr die Flandern-Rundfahrt gewonnen hatte. Im August folgte sein erster Sieg bei einem Bewerb der UCI WorldTour, als er das Einzelzeitfahren der BinckBank Tour vor seinem Landmann Edoardo Affini gewann. Ein weiteres Saison-Highlight folgte im September als Filippo Ganna hinter Rohan Dennis und Remco Evenepoel Dritter im Einzelzeitfahren der Straßenradsport-Weltmeisterschaften wurde, wobei er sich im Kampf um die Bronzemedaille nur um drei Sekunden gegenüber dem Neuseeländer Patrick Bevin durchsetzte.
Nach der Straßensaison kehrte Filippo Ganna im Oktober auf die Bahn zurück und wurde mit dem italienischen Vierer Vize-Europameister in der Mannschaftsverfolgung. Im November bestritt er den Weltcup von Minsk und stellte bereits in der Qualifikation mit einer Zeit von 4:04,252 Minuten einen neuen Weltrekord in der Einerverfolgung auf, ehe er diesen im Hauptbewerb mit 4:02,647 Minuten erneut unterbot. Nach dem Jahreswechsel ging er erneut bei den Bahnradsport-Weltmeisterschaften an den Start, die im Februar 2020 in Berlin ausgetragen wurden. Nachdem er mit Simone Consonni, Francesco Lamon und dem neu hinzugekommenen Jonathan Milan Dritter der Mannschaftsverfolgung wurde, sicherte er sich seinen vierten Weltmeistertitel in der Einerverfolgung. Dabei verbesserte er seinen eigenen Weltrekord um 0,713 Sekunden und absolvierte die 4000 Meter in einer Zeit von 4:01,934 Minuten, was einer durchschnittlichen Geschwindigkeit von 59,520 km/h entspricht.

### Weltmeistertitel im Einzelzeitfahren

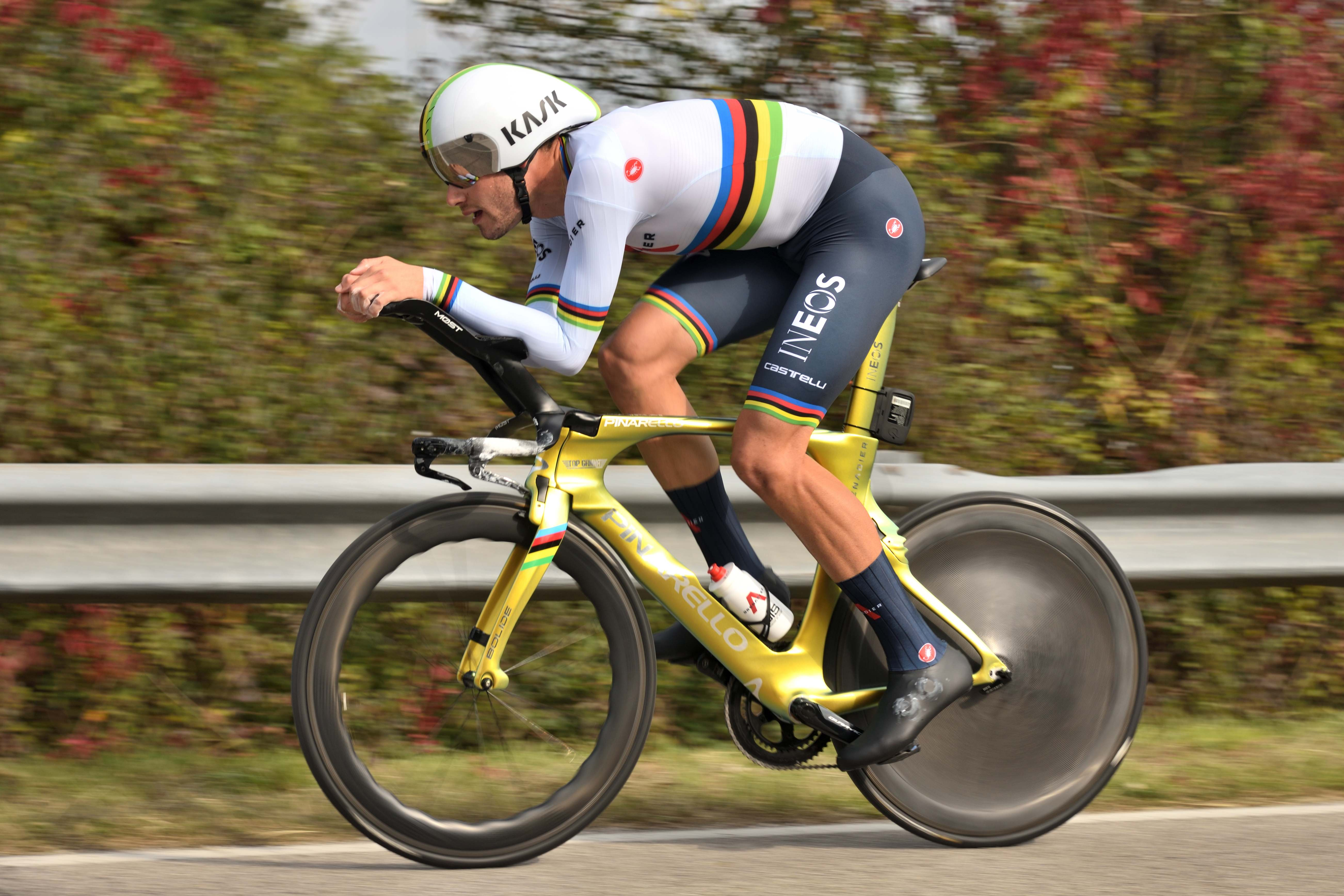
In Imola wird Filippo Ganna im Alter von 24 Jahren erstmals Weltmeister im Einzelzeitfahren

Aufgrund der COVID-19-Pandemie wurde der Rennbetrieb im Jahr 2020 bereits im Frühjahr eingestellt. Filippo Ganna hatte mit der Vuelta a San Juan nur eine Rundfahrt bestritten, wobei er diese wie im Jahr 2018 als Gesamtzweiter beendete. Im April 2020 kündigte Ganna seinen Plan an, einen neuen Stundenweltrekord aufzustellen, der im Jahr zuvor von Victor Campenaerts auf 55,089 Kilometer verbessert worden war. Ein genaues Datum legte er jedoch nicht fest. Nachdem der Rennbetrieb im August wieder aufgenommen worden war, verteidigte Filippo Ganna seinen nationalen Zeitfahrmeistertitel, ehe er auch das Abschlusszeitfahren der Fernfahrt Tirreno–Adriatico für sich entschied. Dabei verbesserte er in San Benedetto del Tronto den vier Jahre alten Streckenrekord von Fabian Cancellara um 26 Sekunden. Am 25. September ging er in Imola bei den Straßenradsport-Weltmeisterschaften an den Start und krönte sich im Alter von 24 Jahren erstmals zum Zeitfahrweltmeister. Die Distanz von 31,7 Kilometern absolvierte er dabei in einer Zeit von 35 Minuten und 54 Sekunden und setzte sich so mit einem Vorsprung von 26 Sekunden vor dem Belgier Wout van Aert durch. Wenige Tage nach seinem Triumph gab Filippo Ganna beim Giro d’Italia sein Grand-Tour-Debüt und gewann das Auftaktzeitfahren von Palermo, womit er als erster Fahrer in die Maglia Rosa schlüpfte. Nachdem er die Gesamtführung am dritten Etappentag abgeben musste, ging er auf dem 5. Abschnitt in die Ausreißergruppe und gewann die Etappe nach einem Solo über 17 Kilometer. Dabei setzte er sich im 22 Kilometer langen Schlussanstieg des Valico di Montescuro von seinen Fluchtgefährten ab und erreichte das Ziel mit einem Vorsprung von 34 Sekunden. Im weiteren Rennverlauf gewann Filippa Ganna auch die längeren Zeitfahren der 14. und 21. Etappe und konnte somit bei seiner ersten Italien-Rundfahrt vier Abschnitte gewinnen. Weiters stellte er sich in die Dienste seines Teamkollegen Tao Geoghegan Hart, der die Gesamtwertung für sich entschied.

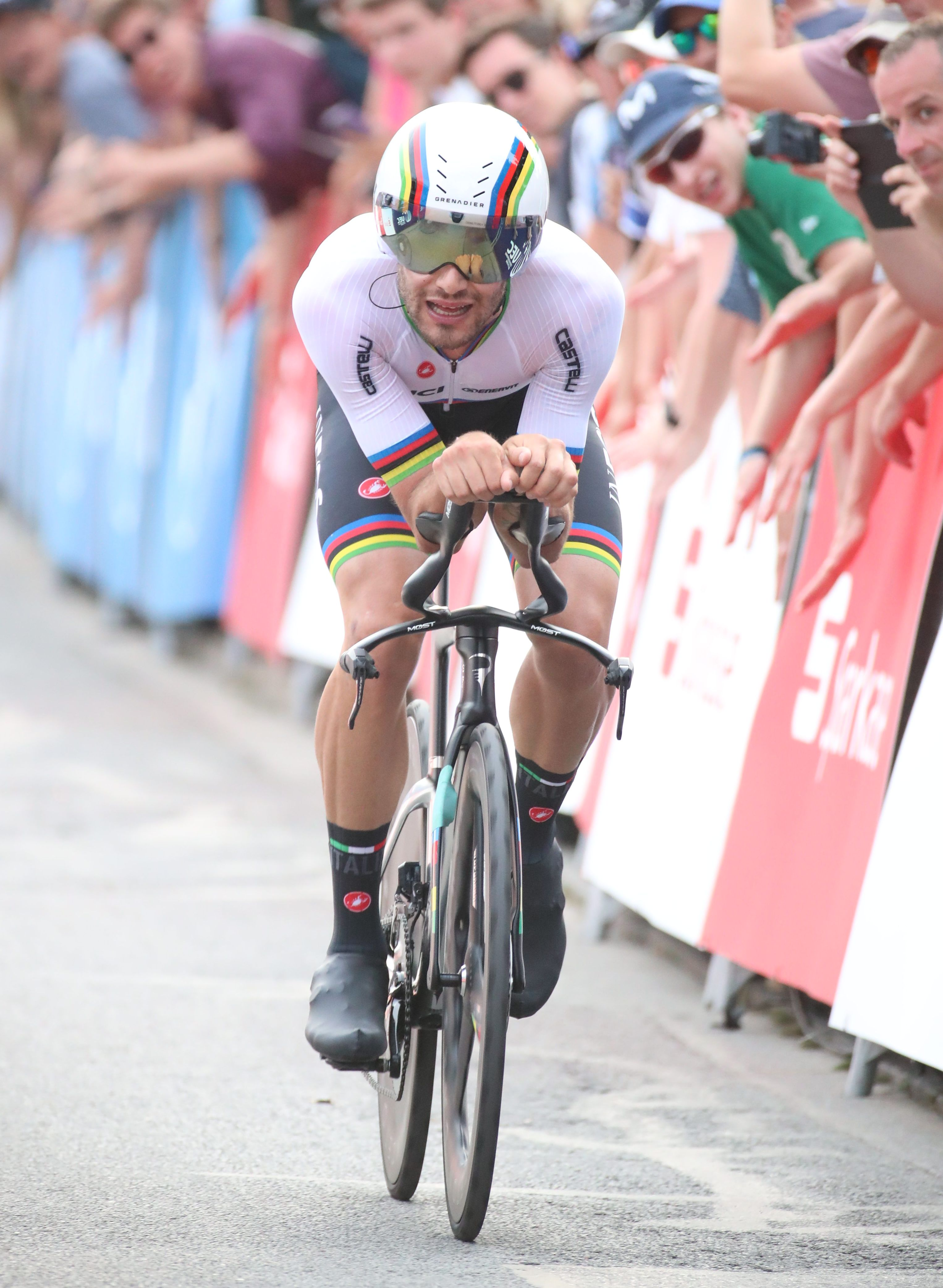
Filippo Ganna wird 2021 zum zweiten Mal Einzelzeitfahr-Weltmeister

Wegen eines positiven Tests auf COVID-19 konnte Ganna im November bei den Bahnradsport-Europameisterschaften 2020 nicht an den Start gehen. Im Frühjahr 2021 gewann er zwei Etappen des Étoile de Bessèges, ehe er sich im Einzelzeitfahren der UAE Tour durchsetzte. Beim Giro d’Italia 2021 gewann er erneut das Auftaktzeitfahren und fuhr im Anschluss drei Tage im Rosa Trikot. Danach verhalf er Egan Bernal zu dessen Gesamtsieg, ehe er mit dem Abschlusszeitfahren von Mailand seinen zweiten Tagessieg feierte. Er setzte sich dabei mit einem Vorsprung von zwölf Sekunden vor dem Franzosen Rémi Cavagna durch, obwohl er sein Rad aufgrund eines Reifenschadens wechseln musste. Nachdem er überraschend eine Medaille bei den italienischen Meisterschaften verpasst hatte, ging Filippo Ganna bei den Olympischen Spielen von Tokio sowohl auf der Straße als auch auf der Bahn an den Start. Im 44,2 Kilometer langen Einzelzeitfahren verpasste er die Bronzemedaille als Fünfter nur um zwei Sekunden, wobei ihm auf den siegreichen Primož Roglič rund eine Minute fehlte. Wenige Tage später ging er gemeinsam mit Jonathan Milan, Simone Consonni und Francesco Lamon in der Mannschaftsverfolgung an den Start und stellte mit seinen Teamkollegen bereits im Halbfinale mit 3:42,307 Minuten einen neuen Weltrekord auf. Im Finale verbesserten sie diesen auf 3:42,307 Minuten und setzten sich mit einem Vorsprung von nur 0,166 Sekunden vor der dänischen Auswahl durch. Dabei wurde einem „überragenden“ Ganna der wesentliche Anteil an diesem Sieg zugesprochen. Nach seiner ersten olympischen Goldmedaille kehrte Filippo Ganna auf die Straße zurück und gewann in Trient gemeinsam mit Matteo Sobrero, Alessandro De Marchi, Elena Cecchini, Marta Cavalli und Elisa Longo Borghini die Mixed-Staffel bei den Straßenradsport-Europameisterschaften. Im Einzelzeitfahren musste er sich jedoch dem Schweizer Stefan Küng geschlagen geben. Nur zehn Tage später folgte der Einzelzeitfahr-Bewerb bei den Straßenradsport-Weltmeisterschaften in Löwen, wo Filippo Ganna seinen Titel verteidigen konnte und sich mit einem Vorsprung von nur sechs Sekunden vor Wout van Aert durchsetzte. Bei der anschließenden Mixed-Staffel sicherte er sich mit der italienischen Auswahl die Bronzemedaille. Im Oktober folgte auf den Olympiasieg auch der Weltmeistertitel in der Mannschaftsverfolgung, ehe Ganna bereits im Halbfinale der Einerverfolgung scheiterte und sich nach drei Weltmeistertiteln in Folge nur die Bronzemedaille sicherte.

### Stundenweltrekord

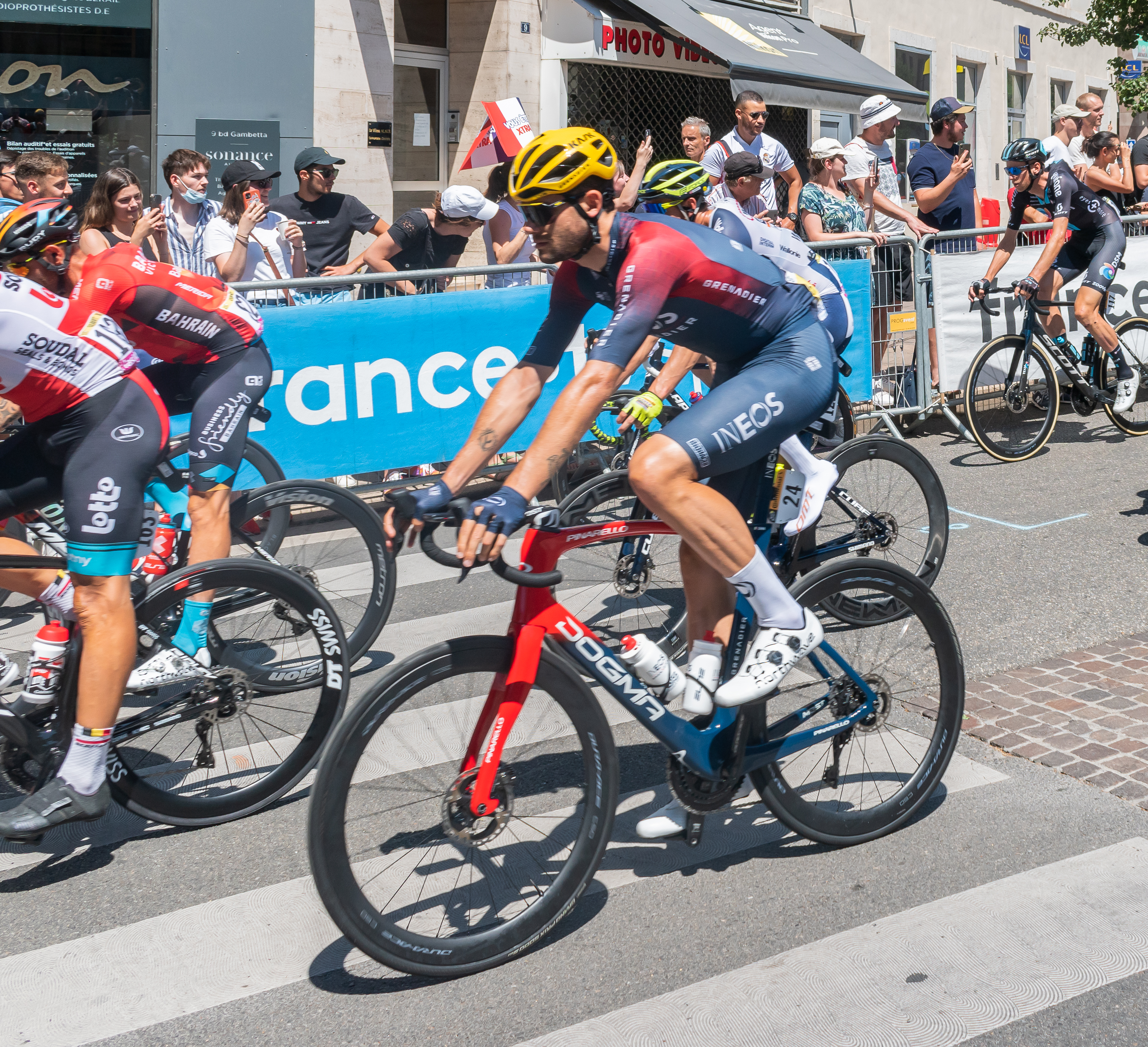
Ganna bei der Tour de France 2022

Im Jahr 2022 gewann Filippo Ganna das Abschlusszeitfahren des Étoile de Bessèges, ehe er den Prolog der Tour de La Provence für sich entschied und das Trikot des Gesamtführenden erst am letzten Tag bei der Bergankunft am Montagne de Lure abgeben musste. Der zwischenzeitlich 25-jährige Italiener beendete die Etappe dabei zunächst als Zwölfter, wurde im Nachhinein jedoch wegen eines irregulären Radwechsels disqualifiziert. Entgegen dem Regelwerk tauschte Ganna sein Rad am Straßenrand und nicht im hinter dem Hauptfeld fahrenden Begleitwagen-Konvoi. Im weiteren Saisonverlauf gewann Filippo Ganna die Einzelzeitfahren von Tirreno–Adriatico und des Critérium du Dauphiné, ehe er zum dritten Mal italienischer Zeitfahrmeister wurde. Im Juli folgte sein erster Start bei der Tour de France, die zum ersten Mal seit fünf Jahren wieder mit einem Auftaktzeitfahren eröffnet wurde. Als Vierter verpasste er jedoch seine Chance auf das Gelbe Trikot, wobei ihm zehn Sekunden auf den Überraschungssieger Yves Lampaert fehlten. Nachdem er auch im Abschlusszeitfahren einen Etappensieg verpasste, beendete er seine erste Frankreich-Rundfahrt auf dem 94. Gesamtrang. Nach Platz drei im Einzelzeitfahren der Straßenradsport-Europameisterschaften, gewann Ganna den Prolog der Deutschland Tour, ehe er als Siebter im Zeitfahren der Straßenradsport-Weltmeisterschaften von Wollongong deutlich hinter seinen früheren Leistungen zurückblieb. In der Mixed-Staffel gewann er gemeinsam mit Edoardo Affini, Matteo Sobrero, Elisa Longo Borghini, Elena Cecchini und Vittoria Guazzini die Silbermedaille, wobei den Italienern nur drei Sekunden auf die siegreichen Schweizer fehlten.
Am 8. Oktober 2022 stellte Filippo Ganna im Tissot Velodrome im schweizerischen Grenchen mit 56,792 Kilometern einen neuen Stundenweltrekord auf. Er übertraf die bisherige Bestmarke des Briten Daniel Bigham um 1244 Meter und brach sogar die Bestmarke von Chris Boardman, der im Jahr 1996 auf einem speziell angefertigten Rad 56,375 km zurückgelegt hatte. Bei dem Rekordversuch benutzte er ein Rad von Pinarello, das zu großen Teilen im 3D-Druck hergestellt wurde, jedoch dem gültigen Regelwerk entsprach. Sechs Tage nach seinem Stundenweltrekord wurde Ganna bei der Bahn-Weltmeisterschaft 2022 in Frankreich erneut Weltmeister in der Einerverfolgung (4000 Meter). Mit 3:59,636 Minuten stellte er dabei einen neuen Weltrekord auf. Tags zuvor unterlag die italienische Auswahl dem Briten Vierer im Finale der Mannschaftsverfolgung.

### Fokus auf die Klassiker und Ende der Bahn-Karriere

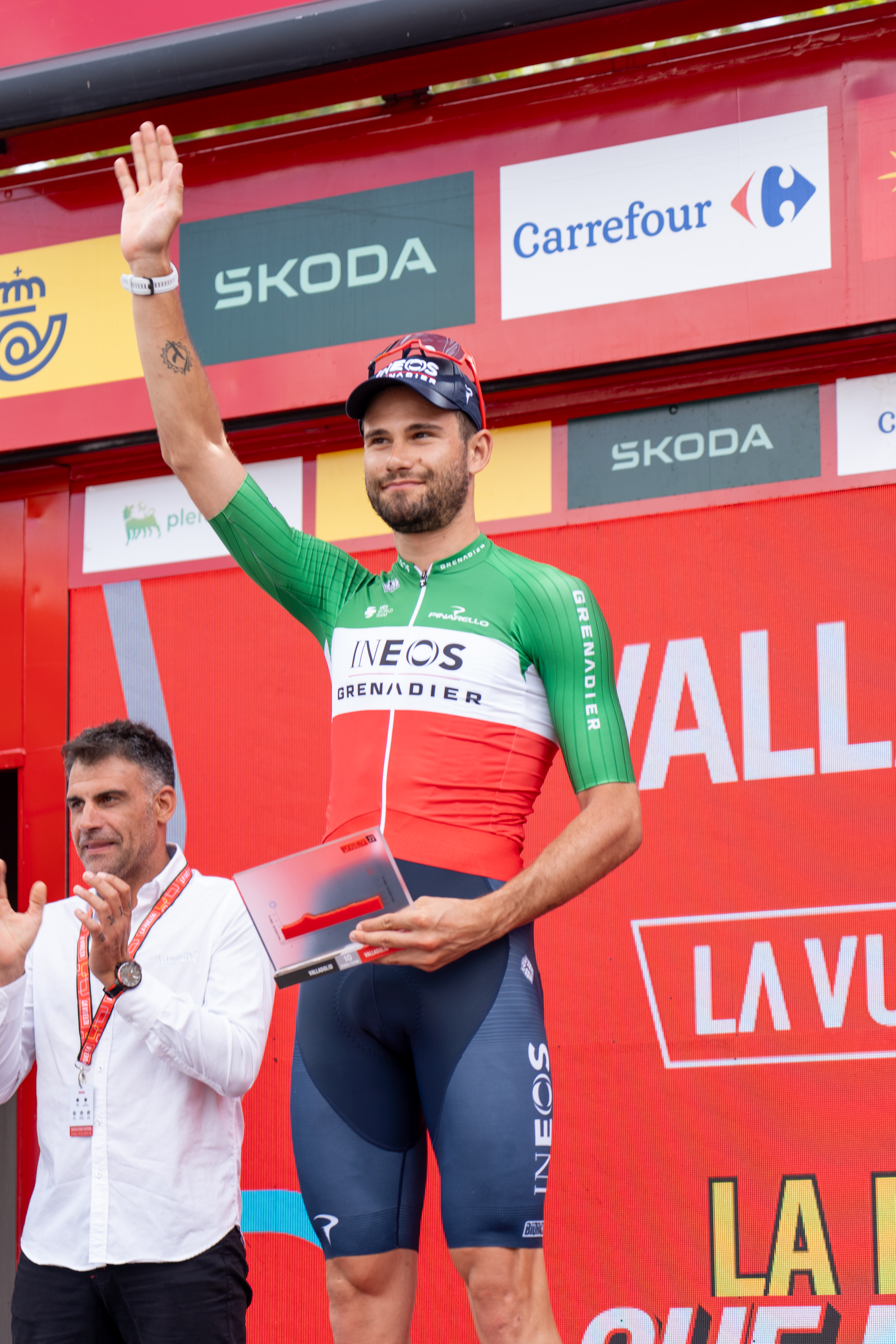
Filippo Ganna gewinnt eine Etappe der Vuelta a España 2023

Im Jahr 2023 wurde Filippo Ganna erneut Zweiter der Vuelta a San Juan, erbte den Gesamtsieg jedoch nach der späteren Disqualifikation des Kolumbianers Miguel Ángel López. Somit gewann er erstmals in seiner Karriere die Gesamtwertung eines Etappenrennens. Weiters wurde ihm auch der Etappensieg auf der Alto de Colorado auf einer Höhe von mehr als 2600 Metern zugesprochen. Im Februar holte Ganna zunächst mit dem italienischen Vierer den Europameistertitel in der Mannschaftsverfolgung, ehe er hinter dem Kolumbianer Daniel Felipe Martínez Gesamtzweiter der Algarve-Rundfahrt wurde. Sein erster echter Saisonsieg auf der Straße folgte im März im Auftaktzeitfahren von Tirreno–Adriatico. Wenige Tage später präsentierte er sich als einer der stärksten Fahrer bei Mailand–Sanremo und überquerte den abschließenden Anstieg des Poggio gemeinsam mit Tadej Pogačar und Wout van Aert wenige Sekunden hinter dem späteren Sieger Mathieu van der Poel. Auf den letzten Metern konnte er sich von seinen beiden Gefährten lösen und wurde hinter Mathieu van der Poel Zweiter, womit er erstmals auf dem Podium eines Monument des Radsports stand. Nach Platz zehn bei der E3 Saxo Bank Classic, fuhr er als Sechster auch bei Paris–Roubaix in die Top 10, und zeigte somit seine Fähigkeiten bei den großen Eintagesrennen auf. Nach den Frühjahresklassikern kehrte Ganna zum Giro d’Italia zurück und musste sich erstmals in einem Einzelzeitfahren der Italien-Rundfahrt als Zweiter dem Belgier Remco Evenepoel geschlagen geben. Noch vor den weiteren Zeitfahren verließ er die Rundfahrt jedoch aufgrund eines positiven COVID-19-Tests im Vorfeld der 7. Etappe. Im Juni wurde Filippo Ganna zum vierten Mal italienischer Zeitfahrmeister, ehe er mit zwei Etappensiegen die Gesamtwertung der Tour de Wallonie für sich entschied. Bei den ersten Radsport-Weltmeisterschaften in Glasgow ging Ganna auf der Bahn und auf der Straße an den Start, wobei er am 6. August zum sechsten Mal Weltmeister in der Einerverfolgung wurde. Nachdem er mit dem italienischen Vierer die Silbermedaille in der Mannschaftsverfolgung holte, folgte ein weiterer zweiter Platz im Einzelzeitfahren, wo er sich nur dem Vorjahressieger Remco Evenepoel geschlagen geben musste. Am Ende der 47,8 Kilometer langen Strecke betrug sein Rückstand dabei nur zwölf Sekunden. Am Ende der Saison ging Filippo Ganna erstmals bei der Vuelta a España an den Start, wo er das Zeitfahren der 10. Etappe gewann und drei Massensprints als Zweiter beendete.

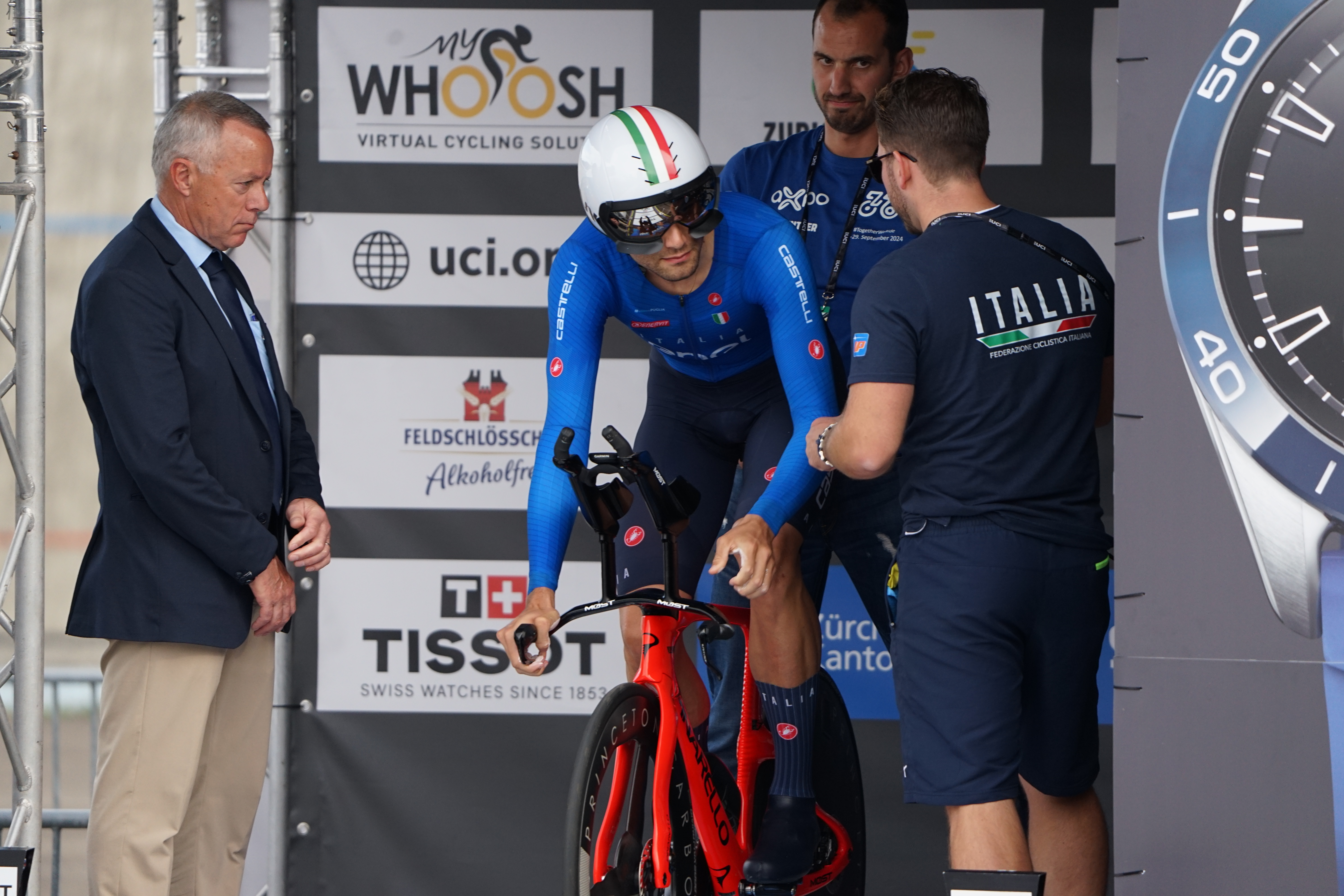
Filippo Ganna holt in Zürich die Silbermedaille im Einzelzeitfahren

Im Jahr 2024 gab Filippo Ganna sein Saison-Debüt in Australien und Kombinierte dabei die Tour Down Under mit der UCI-Track-Cycling-Nations’-Cup-Station in Adelaide, wo er sich mit dem italienischen Vierer auf die Olympischen Spiele von Paris vorbereitete. Nach einem sieglosen Frühjahr gewann er beim Giro d’Italia das Einzelzeitfahren der 14. Etappe, nachdem er sich im ersten Zeitfahr-Bewerb dem Slowenen Tadej Pogačar geschlagen geben hatte müssen. Nach seinem fünften nationalen Zeitfahrmeistertitel sicherte sich Filippo Ganna eine Etappe der Tour of Austria, ehe er in Paris sowohl bei den Straßen- als auch Bahnradsport-Bewerben an den Start ging. Im 32,4 Kilometer langen Einzelzeitfahren unterlag er erneut nur Remco Evenepeol, bevor er mit seinen Teamkollegen die Bronzemedaille in der Mannschaftsverfolgung holte. Am Ende der Saison folgten zwei weitere Medaillen bei den Straßenradsport-Weltmeisterschaften in Zürich, als er Zweiter im Einzelzeitfahren wurde und mit der Mixed-Staffel den dritten Platz belegte. Im November des Jahres 2024 kündigte Ganna an, künftig auf internationale Bahn-Wettbewerbe zu verzichten, um sich auf den Straßenradsport zu konzentrieren.
Zu Beginn der Saison 2025 gewann Filippo Ganna die chaotische Auftaktsetappe der Algarve-Rundfahrt, bei der ein Großteil des Fahrerfeld die reguläre Streckenführung auf den letzten Metern verließ und den Zielbogen auf der gegenüberliegenden Fahrbahn passierten. Ganna, der als einer von wenigen Fahrern den Zielstrich korrekt überquerte, wurde der Etappensieg jedoch nicht zugeschrieben, da die Etappe im Nachhinein annulliert wurde. Seinen ersten Saisonsieg feierte er wenige Wochen später im Auftaktzeitfahren von Tirreno–Adriatico, wo am Ende mit dem zweiten Gesamtrang aufzeigte. Bei Mailand–Sanremo setzte er sich gemeinsam mit Tadej Pogačar und Mathieu van der Poel im Anstieg der Cipressa rund 25 Kilometer vor dem Ziel ab, ehe er im Poggio distanziert. Auf den letzten flachen Kilometern konnte er die Lücke jedoch schließen und sprintete auf der Via Roma hinter Mathieu van der Poel zum Zweiten Rang. Nach Rang acht bei der Flandern-Rundfahrt, verpasste er als 13. eine Top-10-Platzierung bei Paris–Roubaix. In Vorbereitung auf die Tour de France wurde er Gesamtvierter der Belgien-Rundfahrt und sicherte sich den nationalen Meistertitel im Einzelzeitfahren. Auf der 1. Etappe der Frankreich-Rundfahrt kam er jedoch zu Sturz und musste das Rennen als erster Fahrer mit einer Gehirnerschütterung aufgeben.

## Familie
Filippo Ganna ist, soweit bekannt, nicht verwandt mit Luigi Ganna, dem Gewinner des ersten Giro d’Italia. Allerdings stammt sein Großvater Ambrosio aus derselben Gegend in der Provinz Varese wie Luigi Ganna. Sein Vater Marco Ganna startete 1984 bei den Olympischen Spielen in Los Angeles im Vierer-Kajak.

## Erfolge

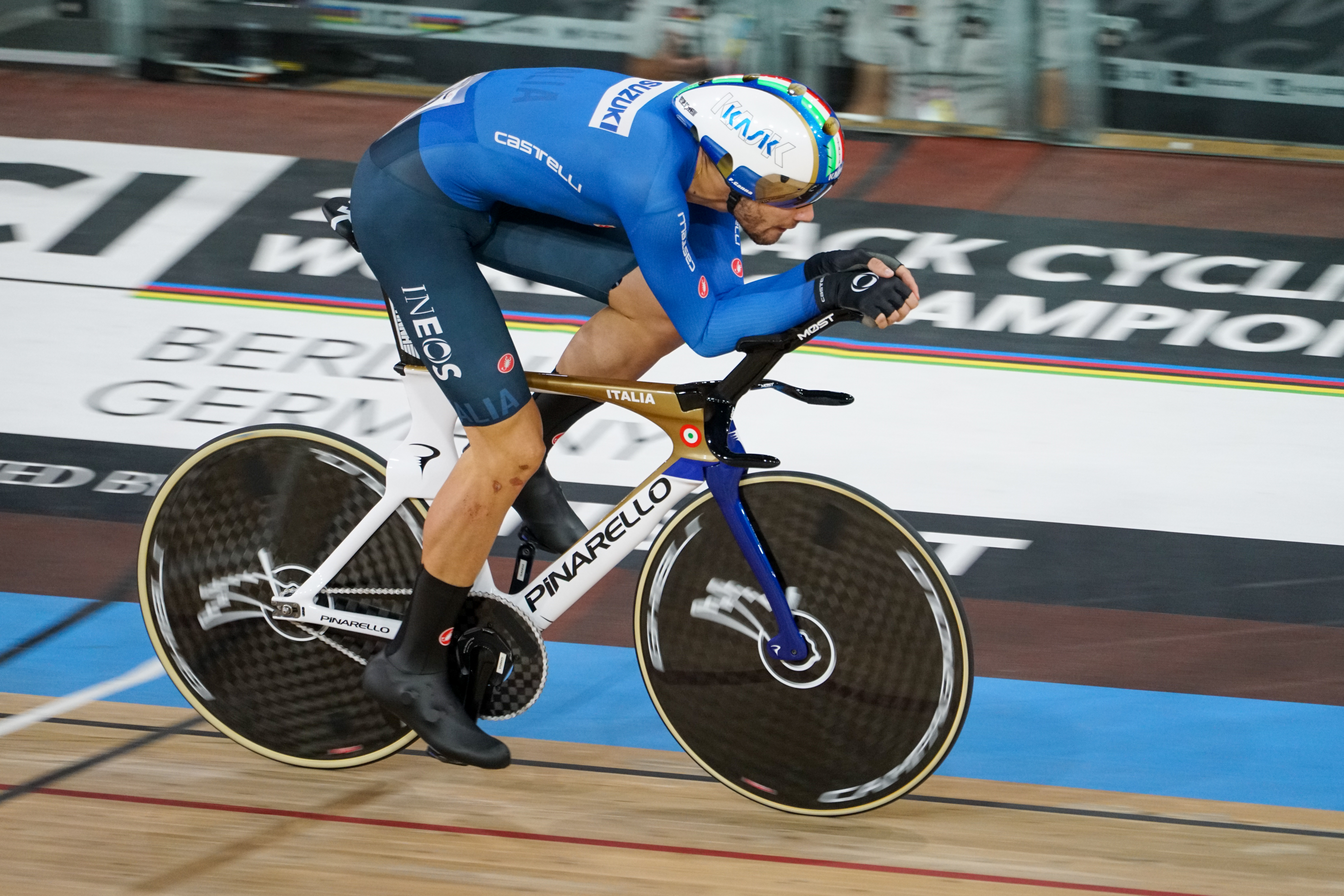
Ganna in der Qualifikation der Einerverfolgung bei der Bahn-WM 2020

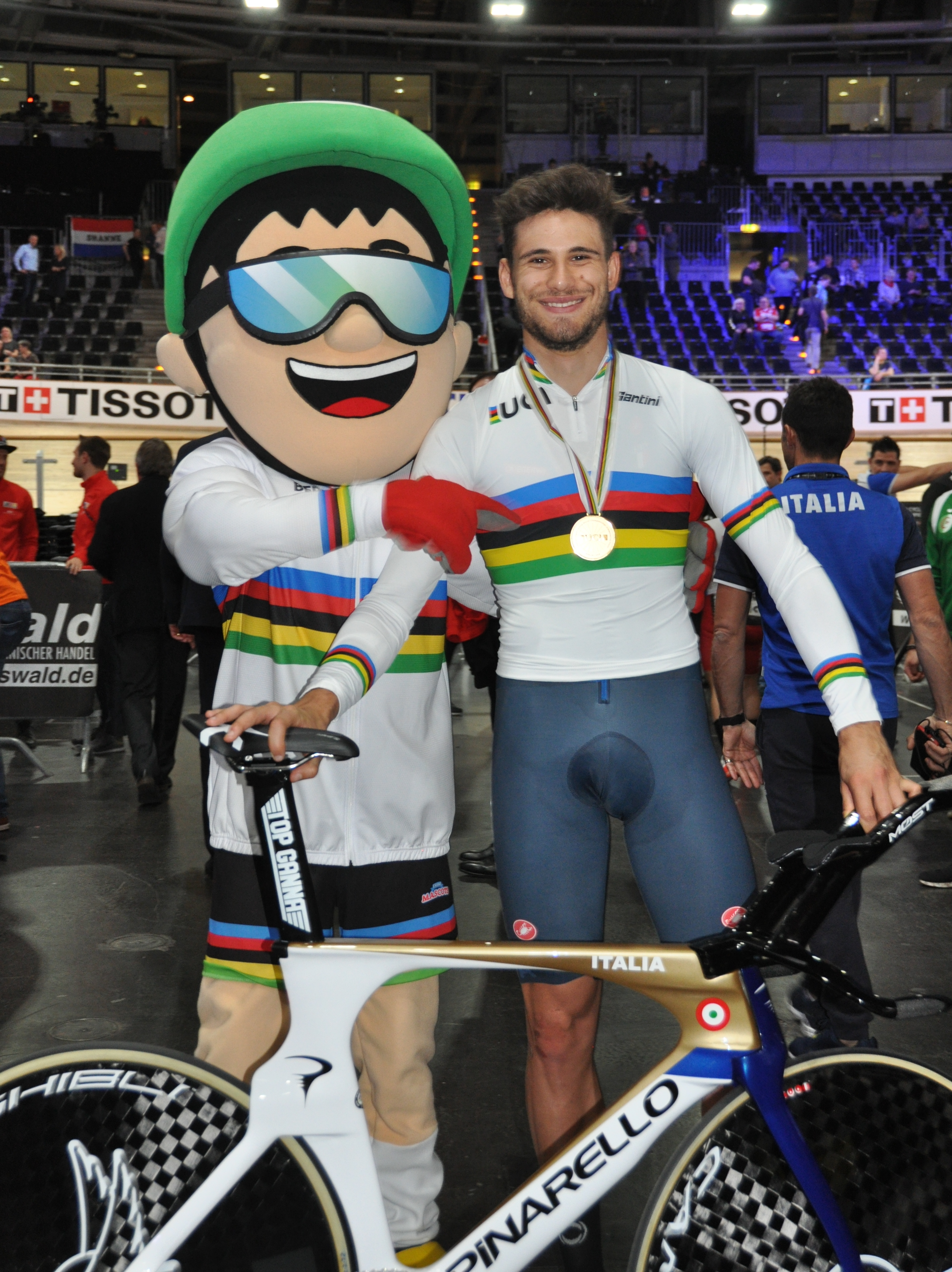
Ganna mit Maskottchen Trackie bei der WM in Berlin

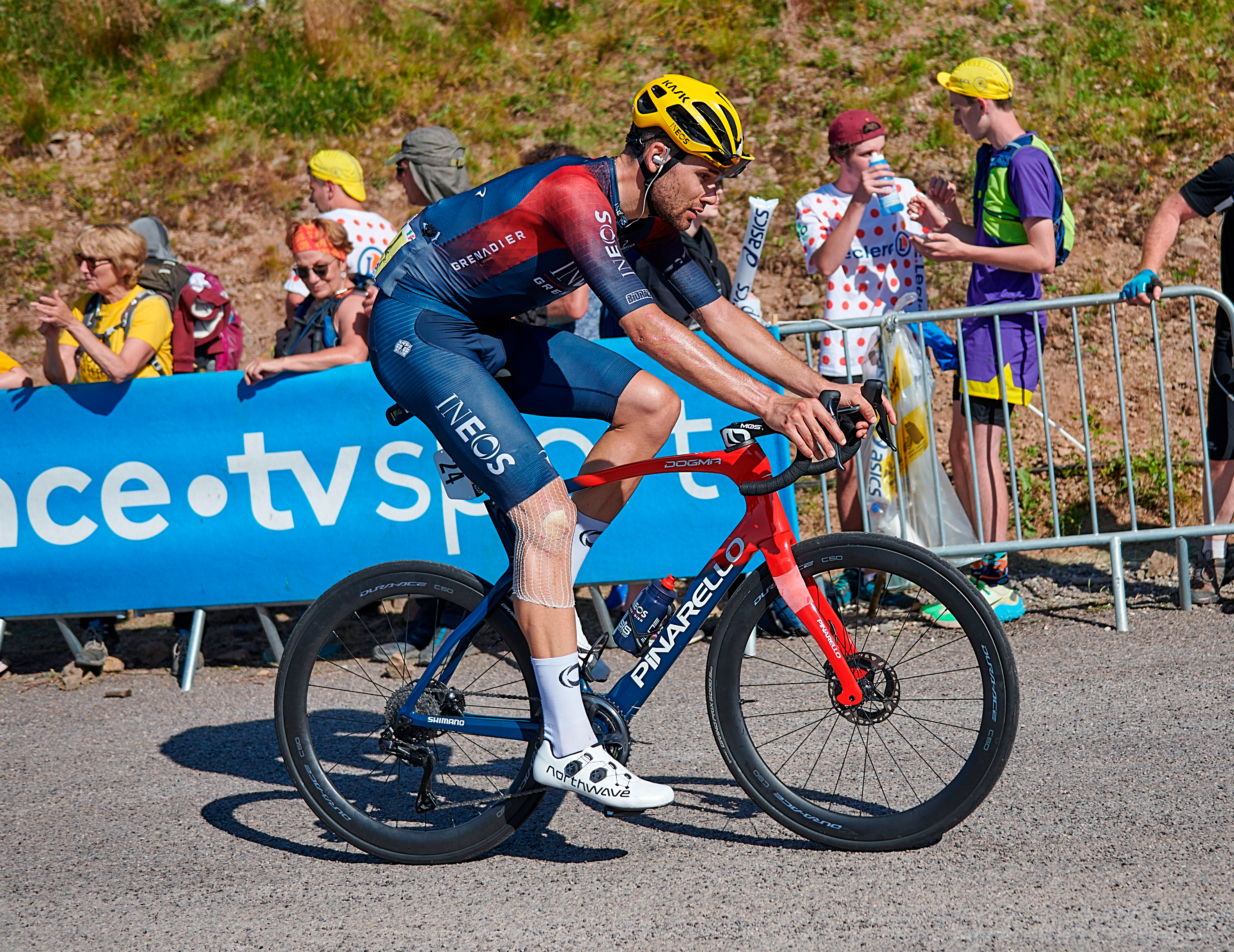
Filippo Ganna bei 7. Etappe der Tour de France 2022

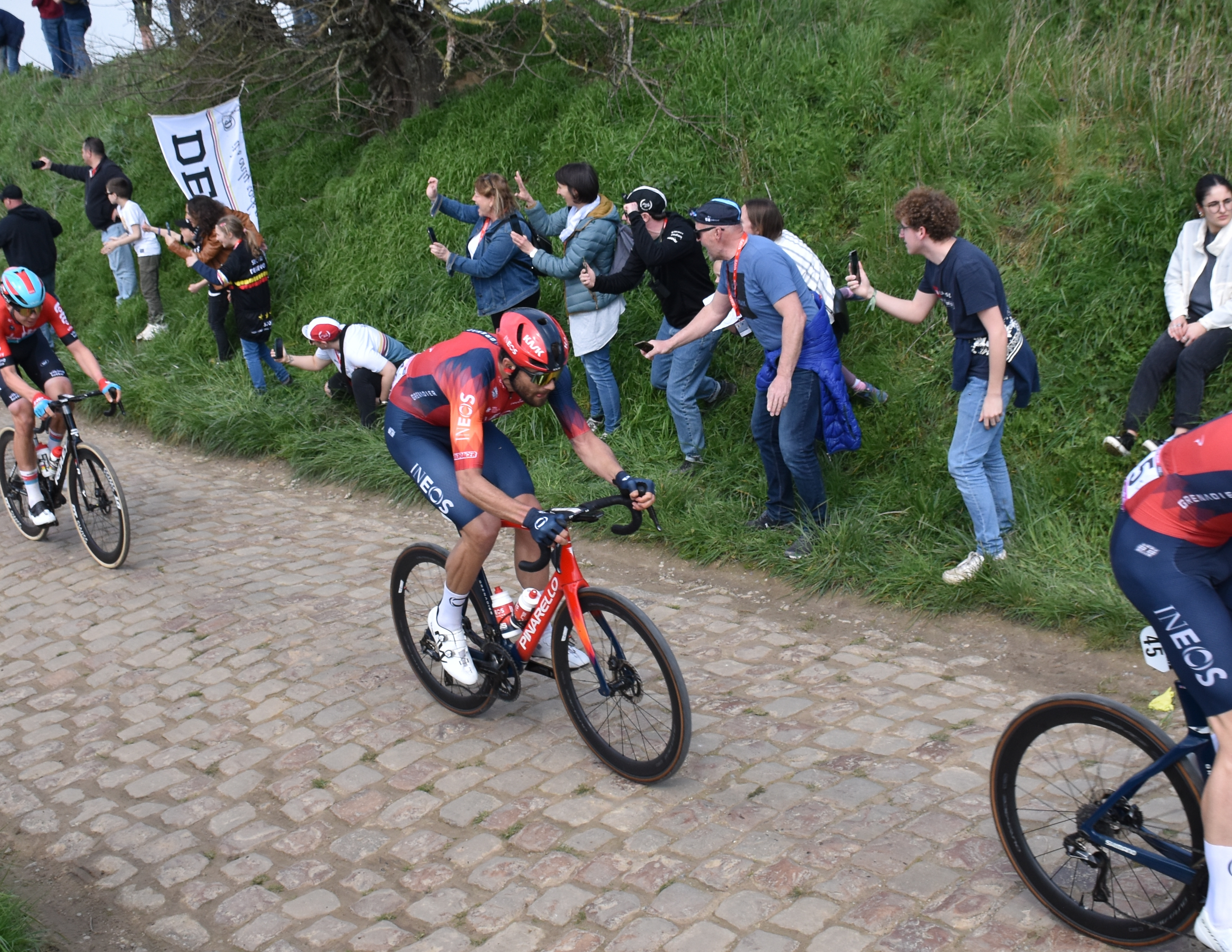
Filippo Ganna (Paris–Roubaix 2023)

### Straße
2012
- Italienischer Meister (Jugend) – Einzelzeitfahren

2014
- Italienischer Meister (Junioren) – Einzelzeitfahren
- Trofeo Emilio Paganessi
- Chrono des Nations (Junioren)

2015
- Chrono Champenois – Trophée Européen

2016
- GP Laguna
- Paris–Roubaix Espoirs
- Italienischer Meister (U23) – Einzelzeitfahren
- Europameisterschaft (U23) – Einzelzeitfahren

2018
- Nachwuchswertung Vuelta a San Juan Internacional

2019
- eine Etappe Tour de La Provence
- Italienischer Meister – Einzelzeitfahren
- eine Etappe BinckBank Tour
- Weltmeisterschaft – Einzelzeitfahren

2020
- Italienischer Meister – Einzelzeitfahren
- eine Etappe Tirreno–Adriatico
- Weltmeister – Einzelzeitfahren
- vier Etappen Giro d’Italia

2021
- zwei Etappen Étoile de Bessèges
- eine Etappe UAE Tour
- zwei Etappen Giro d’Italia
- Europameister – Mixed-Staffel
- Europameisterschaften – Einzelzeitfahren
- Weltmeister – Einzelzeitfahren
- Weltmeisterschaft – Mixed-Staffel

2022
- eine Etappe Étoile de Bessèges
- Prolog Tour de La Provence
- eine Etappe Tirreno–Adriatico
- eine Etappe Critérium du Dauphiné
- Italienischer Meister – Einzelzeitfahren
- Prolog Deutschland Tour
- Europameisterschaften – Einzelzeitfahren
- Weltmeisterschaften – Mixed-Staffel

2023
- Gesamtwertung und eine Etappe Vuelta a San Juan Internacional
- eine Etappe Tirreno–Adriatico
- Italienischer Meister – Einzelzeitfahren
- Gesamtwertung und zwei Etappen Tour de Wallonie
- eine Etappe Vuelta a España

2024
- eine Etappe Giro d’Italia
- Italienischer Meister – Einzelzeitfahren
- eine Etappe Tour of Austria
- Olympische Spiele – Einzelzeitfahren

2025
- eine Etappe Tirreno–Adriatico
- Italienischer Meister – Einzelzeitfahren

### Bahn
2014
- Italienischer Meister (Junioren) – Einerverfolgung

2016
- Weltmeister – Einerverfolgung
- Europameister (U23) – Einerverfolgung
- Europameisterschaft (U23) – Mannschaftsverfolgung (mit Simone Consonni, Francesco Lamon und Davide Plebani)
- Europameisterschaft – Einerverfolgung, Mannschaftsverfolgung (mit Simone Consonni, Francesco Lamon und Michele Scartezzini)

2017
- Weltmeisterschaft – Einerverfolgung
- Weltmeisterschaft – Mannschaftsverfolgung (mit Liam Bertazzo, Simone Consonni und Francesco Lamon)
- Weltcup in Pruszków – Mannschaftsverfolgung (mit Liam Bertazzo, Simone Consonni und Francesco Lamon)
- Europameister – Einerverfolgung
- Europameisterschaft – Mannschaftsverfolgung (mit Liam Bertazzo, Francesco Lamon, Simone Consonni und Michele Scartezzini)

2018
- Weltmeister – Einerverfolgung
- Weltmeisterschaft – Mannschaftsverfolgung (mit Liam Bertazzo, Francesco Lamon und Simone Consonni)
- Europameister – Mannschaftsverfolgung (mit Elia Viviani, Liam Bertazzo, Michele Scartezzini und Francesco Lamon)

2019
- Bahnrad-Weltcup in Hongkong – Mannschaftsverfolgung (mit Francesco Lamon, Liam Bertazzo und Davide Plebani)
- Weltmeister – Einerverfolgung
- Europameisterschaft – Mannschaftsverfolgung (mit Michele Scartezzini, Francesco Lamon, Davide Plebani und Simone Consonni)
- Bahnrad-Weltcup in Minsk – Einerverfolgung (Weltrekord: 4:02,647 min.)

2020
- Weltmeister – Einerverfolgung (Weltrekord: 4:01,934 min.)
- Weltmeisterschaft – Mannschaftsverfolgung (mit Simone Consonni, Francesco Lamon, Jonathan Milan und Michele Scartezzini)

2021
- Olympiasieger – Mannschaftsverfolgung (mit Simone Consonni, Francesco Lamon und Jonathan Milan)
- Weltmeister – Mannschaftsverfolgung (mit Liam Bertazzo, Francesco Lamon, Simone Consonni und Jonathan Milan)
- Weltmeisterschaft – Einerverfolgung

2022
- Weltmeister – Einerverfolgung (Weltrekord: 3:59,636 min.)
- Weltmeisterschaft – Mannschaftsverfolgung (mit Simone Consonni, Francesco Lamon, Manlio Moro und Jonathan Milan)

2023
- Europameister –  Mannschaftsverfolgung (mit Simone Consonni, Francesco Lamon, Manlio Moro und Jonathan Milan)
- Weltmeister – Einerverfolgung
- Weltmeisterschaft – Mannschaftsverfolgung (mit Jonathan Milan, Manlio Moro, Francesco Lamon und Simone Consonni)

2024
- Olympische Spiele – Mannschaftsverfolgung

## Wichtige Platzierungen (Straße)
| Grand Tour            | 2018 | 2019 | 2020 | 2021 | 2022 | 2023 | 2024 | 2025 |
| --------------------- | ---- | ---- | ---- | ---- | ---- | ---- | ---- | ---- |
| Giro d’ItaliaGiro     | –    | –    | 61   | 118  | –    | DNF  | 101  | –    |
| Tour de FranceTour    | –    | –    | –    | –    | 94   | –    | –    | DNF  |
| Vuelta a EspañaVuelta | –    | –    | –    | –    | –    | 104  | –    |      |

| Weltmeisterschaft        | 2018 | 2019 | 2020 | 2021 | 2022 | 2023 | 2024 | 2025 |
| ------------------------ | ---- | ---- | ---- | ---- | ---- | ---- | ---- | ---- |
| StraßenrennenStraße      | –    | –    | –    | –    | –    | –    | –    |      |
| EinzelzeitfahrenEZF      | –    | 3    | 1    | 1    | 7    | 2    | 2    |      |
| MannschaftszeitfahrenMZF | –    | –    | –    | 3    | 2    | –    | 3    |      |

| Monument                 | 2018 | 2019 | 2020 | 2021 | 2022 | 2023 | 2024 | 2025 |
| ------------------------ | ---- | ---- | ---- | ---- | ---- | ---- | ---- | ---- |
| Mailand–Sanremo          | 161  | 114  | 74   | 64   | 51   | 2    | 40   | 2    |
| Flandern-Rundfahrt       | DNF  | 98   | –    | –    | –    | –    | –    | 8    |
| Paris–Roubaix            | DNF  | DNF  | –    | –    | 35   | 6    | –    | 13   |
| Lüttich–Bastogne–Lüttich | –    | –    | –    | –    | –    | –    | –    |      |
| Lombardei-Rundfahrt      | –    | –    | –    | –    | –    | 117  | –    |      |

## Weltrekorde (Bahn)
| Datum            | Disziplin             | Zeit         | Veranstaltung                    | Ort                                            | gültig bis       |
| ---------------- | --------------------- | ------------ | -------------------------------- | ---------------------------------------------- | ---------------- |
| 3. November 2019 | Einerverfolgung       | 4:04,252 min | UCI-Bahnrad-Weltcup              | Minsk (Minsk-Arena)                            | 3. November 2019 |
| 3. November 2019 | Einerverfolgung       | 4:02,647 min | UCI-Bahnrad-Weltcup              | Minsk (Minsk-Arena)                            | 28. Februar 2020 |
| 28. Februar 2020 | Einerverfolgung       | 4:01,934 min | Bahnradsport-Weltmeisterschaften | Berlin (Velodrom)                              | 18. August 2021  |
| 3. August 2021   | Mannschaftsverfolgung | 3:42,307 min | Olympische Sommerspiele          | Izu (Izu Velodrome)                            | 4. August 2021   |
| 4. August 2021   | Mannschaftsverfolgung | 3:42,032 min | Olympische Sommerspiele          | Izu (Izu Velodrome)                            | 6. August 2024   |
| 14. Oktober 2022 | Einerverfolgung       | 3:59,636 min | Bahnradsport-Weltmeisterschaften | Saint-Quentin-en-Yvelines (Vélodrome National) | 18. Oktober 2024 |